# جيمس كينيدي (سياسي أيرلندي)
جيمس كينيدي (بالإنجليزية: James Kennedy)‏ هو فلاح وسياسي أيرلندي، ولد في 10 مارس 1909، وتوفي في 13 سبتمبر 1968. حزبياً، نشط في فيانا فايل. في الانتخابات العمومية الإيرلندية 1965 ‏، انتخب نائب دييل عن دائرة وكسفورد ‏ وقد انضم خلال فترته النيابية ‏ (21 أبريل 1965 – 21 مايو 1969) للكتلة البرلمانية فيانا فايل.